# Deepwater (New Jersey)
Deepwater è un comune degli Stati Uniti d'America, situato nello Stato del New Jersey, nella contea di Salem.